# Smyrni (Schiff)
Die Smyrni ist ein unter der Flagge Liberias betriebener Öltanker. Der Tanker gehört Pisces Finance in Athen und wird von Dynacom Tankers Management in Athen betrieben.

## Geschichte

### Bau und Indienststellung
Das Schiff wurde am 30. November 2006 bestellt. Gebaut wurde es unter der Baunummer H1073 auf der chinesischen Werft Jiangsu Rongsheng Heavy Industries. Der Bau begann mit dem ersten Stahlschnitt am 6. Januar 2010. Die Kiellegung fand am 7. Juni, der Stapellauf am 27. Dezember 2010 statt. Die Fertigstellung des Schiffes erfolgte am 17. August 2011.

### Entführung im Arabischen Meer
| \| Ort des Überfalls \| |
| Ort des Überfalls       |

Der Tanker wurde am 10. Mai 2012 im Arabischen Meer etwa 285 Seemeilen südöstlich der zum Oman gehörenden Insel Masira von somalischen Piraten gekapert. Das Schiff hatte rund 135.000 t Rohöl im Wert von 115 Mio. US-Dollar geladen und befand sich auf der Fahrt von einem türkischen Hafen nach Borneo, Indonesien. An Bord des Schiffes befanden sich 26 Seeleute, 14 Filipino, elf Inder und ein Rumäne. Am 3. Juni 2012 versuchten Einheiten der Puntland Marine Police Force erfolglos, das vor der Küste Somalias ankernde Schiff zu befreien. Es gab Berichte, dass der Tanker von den Piraten als Basis für Angriffe auf weitere Schiffe genutzt wurde.
Der Tanker kam Anfang März 2013 frei (die Angaben variieren zwischen dem 8. März und dem 10. März), nachdem die Piraten 13 Mio. US-Dollar Lösegeld erhalten haben sollen.
Zwei der Piraten wurden 2018 in Deutschland vor Gericht gestellt. Sie waren als Asylbewerber nach Deutschland gekommen. Identifiziert werden konnten sie aufgrund ihrer Fingerabdrücke, die mit Fingerabdrücken identisch waren, die nach der Freilassung des Schiffes an Bord gefunden wurden. Einer der Piraten wurde zu zweieinhalb Jahren, der andere zu sieben Jahren Haft verurteilt.

## Technische Daten
Das Schiff wird von einem MAN-Dieselmotor (Typ: 6S70MC-C) mit 18.660 kW Leistung angetrieben. Der Sechszylindermotor, der von Doosan Engine Co. in Lizenz gebaut wurde, wirkt auf einen Festpropeller. Für die Stromerzeugung stehen drei Generatorsätze von Hyundai Heavy Industries mit jeweils 940 kW Leistung zur Verfügung.
Das Schiff ist mit vierzehn Ladungstanks ausgerüstet. Im Mittschiffsbereich befindet sich auf beiden Seiten des Schiffes jeweils ein Manifold für den Ladungsumschlag. Hier ist jeweils ein Kran für die Schlauchübernahme installiert.